# Fairport Convention (album)
Fairport Convention je debutové eponymní studiové album britské folk rockové skupiny Fairport Convention, vydané v roce 1968. Album produkoval Joe Boyd.

## Seznam skladeb

### Strana 1
1. „Time Will Show the Wiser“ (Emitt Rhodes) - 3:05
2. „I Don't Know Where I Stand“ (Joni Mitchell) - 3:45
3. „If (Stomp)“ (Ian MacDonald, Richard Thompson) - 2:45
4. „Decameron“ (Paul Ghosh, Andrew Horvitch, Thompson) - 3:42
5. „Jack O'Diamonds“ (Bob Dylan, Ben Carruthers) - 3:30
6. „Portfolio“ (Judy Dyble, Tyger Hutchings) - 2:00

### Strana 2
1. „Chelsea Morning“ (Joni Mitchell) - 3:05
2. „Sun Shade“ (Ghosh, Horvitch, Thompson) - 3:50
3. „The Lobster“ (George Painter, Hutchings, Thompson) - 5:25
4. „It's Alright Ma, It's Only Witchcraft“ (Hutchings, Thompson) - 3:12
5. „One Sure Thing“ (Harvey Brooks, Jim Glover) - 2:50
6. „M1 Breakdown“ (Hutchings, Simon Nicol) - 1:22

## Personnel

### Fairport Convention
- Judy Dyble - zpěv, autoharp, piáno
- Ian MacDonald - zpěv, brumle
- Richard Thompson - zpěv, kytara, mandolína
- Simon Nicol - zpěv, kytara
- Ashley Hutchings - baskytara, jug, kontrabas
- Martin Lamble - perkuse, housle

### Host
- Claire Lowther - violoncello